# Осіма Рьота
Рьота Осіма (яп. 大島 僚太, нар. 23 січня 1993, Сідзуока) — японський футболіст, півзахисник клубу «Кавасакі Фронтале» та національної збірної Японії.

## Клубна кар'єра
Народився 23 січня 1993 року в місті Сідзуока. Вихованець футбольної школи клубу «Кавасакі Фронтале». Дорослу футбольну кар'єру розпочав 2011 року в основній команді того ж клубу. 7 травня 2011 року він дебютував у Джей-лізі 1, вийшовши на заміну в гостьовому поєдинку проти «Віссел Кобе». 3 травня 2012 року він забив свій перший гол на вищому рівні, відкривши рахунок у домашньому матчі з командою «Джубіло Івата».

## Виступи за збірні
2012 року дебютував у складі юнацької збірної Японії, взяв участь у 4 іграх на юнацькому рівні.
З 2015 року залучався до складу молодіжної збірної Японії. На молодіжному рівні зіграв у 12 офіційних матчах, забив 2 голи і виграв Чемпіонат Азії серед молодіжних команд 2016 року в Катарі.
2016 року захищав кольори олімпійської збірної Японії на футбольному турнірі Олімпійських ігор 2016 року в Ріо-де-Жанейро, де провів усі три матчі, але збірна не вийшла з групи.
1 вересня 2016 року дебютував в офіційних іграх у складі національної збірної Японії в матчі відбору до чемпіонату світу 2018 року проти збірної ОАЕ (1:2).
Відтоді лише епізодично залучвся до ігор збірної, проте 31 травня 2018 року, маючи на той момент лише 4 гри за збірну в активі, був включений до її заявки на тогорічний чемпіонат світу.

## Титули і досягнення
- Чемпіон Японії: 2017, 2018, 2020, 2021
- Володар Кубка Імператора Японії: 2020, 2023
- Володар Кубка Джей-ліги: 2019
- Володар Суперкубка Японії: 2019, 2021

Збірні
- Чемпіон Азії (U-23): 2016